# Musikåret 1874

## Händelser
- 5 april – Johann Strauss operett Läderlappen uruppförs på Theater an der Wien[1].

## Födda
- 4 januari – Josef Suk – tjeckisk tonsättare och violinist.
- 20 februari – Mary Garden, brittisk operasångare (sopran).
- 9 mars – Richard Ohlsson, svensk tonsättare och violinist.
- 31 mars – Henri Marteau, fransk-svensk violinist, kompositör och dirigent.
- 8 maj – Nanny Lejdström, svensk musiklärare och tonsättare.
- 5 juli – Anna Lang, svensk harpist.
- 18 juli – Oscar Bergström, svensk operasångare (basbaryton) och skådespelare.
- 26 juli – Sergej Kusevitskij, rysk-amerikansk dirigent, tonsättare och kontrabasist.
- 9 augusti – Reynaldo Hahn, venezuelansk-fransk tonsättare.
- 13 september – Arnold Schönberg, österrikisk tonsättare.
- 21 september – Gustav Holst, engelsk tonsättare.
- 15 oktober – Olallo Morales, spansk-svensk tonsättare, dirigent och musikskriftställare.
- 20 oktober – Charles Ives, amerikansk tonsättare.
- 19 november – Karl Wohlfart, svensk musikpedagog och tonsättare.
- 13 december – Josef Lhévinne, rysk-amerikansk pianist.
- 22 december – Franz Schmidt, österrikisk-ungersk tonsättare.
- 31 december – Ernest Austin, engelsk tonsättare.

## Avlidna
- 13 februari – Friedrich Burgmüller, 67, tysk tonsättare och pianist.
- 20 mars – Hans Christian Lumbye, 63, dansk tonsättare.
- 1 maj – Vilém Blodek, 39, tjeckisk tonsättare.
- 26 juni – Knut Lönngren, 57, svensk kyrkomusiker och tonsättare.
- 3 juli – Franz Bendel, 41, tysk pianist och kompositör.
- 6 oktober – Thomas Tellefsen, 50, norsk pianist och tonsättare.
- 26 oktober – Peter Cornelius, 49, tysk tonsättare.
- 22 december – Johann Peter Pixis, 96, tysk pianist och tonsättare.

### Fotnoter
1. ↑  ”San Diego Opera”. Arkiverad från originalet den 4 juni 2011. https://web.archive.org/web/20110604034351/http://sdopera.com/Operapaedia/DieFledermaus. Läst 23 mars 2011.